# Leptopogon rufipectus
El orejero pechirrufo (en Ecuador) (Leptopogon rufipectus), también denominado atrapamoscas pechirrufo (en Colombia), mosquerito de pecho rufo (en Perú), levanta alas carirrufo (en Venezuela) o mosquerito de cara rufa, es una especie de ave paseriforme de la familia Tyrannidae perteneciente al género Leptopogon. Es nativa de la región andina del noroeste de América del Sur.

## Distribución y hábitat
Se distribuye localmente en el extremo suroeste de Venezuela (Táchira), Andes centrales y orientales de Colombia (sur de Antioquia y Cundinamarca hacia el sur hasta el oeste de Caquetá), Andes orientales de Ecuador y extremo norte del Perú (Cerro Chinguela, en Piura).
Esta especie es considerada poco común en su hábitat natural: el sotobosque de bosques montanos, principalmente entre los 1600 y los 2500 m de altitud.

## Sistemática

### Descripción original
La especie L. rufipectus fue descrita por primera vez por el ornitólogo francés Frédéric de Lafresnaye en 1846 bajo el nombre científico Tyrannula rufipectus; su localidad tipo es: «Colombia, restringido para Bogotá».

### Etimología
El nombre genérico masculino «Leptopogon» se compone de las palabras del griego «leptos» que significa ‘fino, esbelto’, y « pōgōn,  pōgōnos» que significa ‘barba, vibrisas’; y el nombre de la especie «rufipectus» se compone de las palabras del latín «rufus» que significa ‘rufo, rojizo’, y «pectus» que significa ‘pecho’.

### Taxonomía
Es monotípica. La forma descrita L. r. venezuelanus Phelps & Phelps Jr, 1957 se considera indistinguible de la nominal.